# الجامعة التونسية للرقص الفني والرياضي
الجامعة التونسية للرقص الفني والرياضي (بالفرنسية: Fédération Tunisienne de Danse Artistique et Sportive)‏ هي جامعة رياضية تونسية تأسست في 6 ماي 1989، تشرف على رياضة الرقص في تونس.

## أهداف
تهدف الجامعة إلى:
- تنظيم وتطوير ومراقبة ممارسة رياضة الرقص بمختلف أشكالها على التراب التونسي.
- إدارة وتنسيق أنشطة الجمعيات التي تضم الأعضاء الممارسين لرياضة الرقص بمختلف أشكالها.
- الدفاع عن مصالح رياضة الرقص في تونس.

## المسيرون
- الرئيس: فتحي الغربي
- نائب الرئيس:
- أمين مال:
- الأعضاء:

## مقالات ذات صلة
- فن الرقص
- رقص رياضي

## وصلة خارجية
- الموقع الرسمي للجامعة التونسية للرقص الفني والرياضي.